# Psychohistoria
Psychohistoria – szczegółowa dziedzina z pogranicza historii i psychologii, odwołująca się do orientacji psychodynamicznej w psychologii, w szczególności do psychoanalizy. Termin ten może również oznaczać zainteresowanie przebiegiem osobniczego rozwoju jednostki historycznie zlokalizowanej.
Psychohistorię  tworzyli i tworzą głównie profesjonalni psychoanalitycy z zainteresowaniami historycznymi (wzorem może być tu sam Zygmunt Freud, jego kontynuator Erik Erikson, kulturalista Erich Fromm), zdecydowanie rzadziej profesjonalni historycy po treningu psychoanalitycznym
Psychohistoria rozwijała się intensywnie w USA w latach 60. i 70. XX w., obecnie ma niewielu zwolenników. Większość prac psychohistorycznych to psychobiografie, np. Eine Kindheitserinnerung des Leonardo da Vinci (Leonarda da Vinci wspomnienie z dzieciństwa) Zygmunta Freuda (1910), Young Man Luther (Młody Luter) Erika Eriksona (1958). Krytycy psychohistorii zwracają uwagę na ahistoryczność podstawowych kategorii stosowanych do badania postaci i zdarzeń historycznych, a zatem na logiczną i metodologiczną niespójność tego rodzaju badań.
Pomimo że historycy zazwyczaj są zmuszeni sięgać do pewnej wiedzy psychologicznej, na żadnej uczelni nie ma katedr psychohistorii. Jednak niektóre katedry historii prowadzą w tym zakresie zajęcia. Psychohistoria pozostaje kontrowersyjną dziedziną nauki, spotykającą się z krytyką w środowisku akademickim, przy czym krytycy nazywają ją pseudonauką.